# Pam Tillis
Pam Tillis (Plant City, 24 juli 1957) is een Amerikaanse countryzangeres en songwriter.

## Jeugd
Als dochter van Mel Tillis kwam Pam Tillis al vroeg in aanraking met de countrymuziek. Ze kreeg vervolgens een klassieke piano-opleiding en leerde zichzelf vervolgens het gitaarspel. Op 8-jarige leeftijd stond ze voor de eerste keer met haar vader op het podium van de Grand Ole Opry. Als tiener won ze meerdere talentenjachten. Spoedig maakte ze zich los uit haar ouderlijke omgeving en hield ze zich bezig met rock- en folkmuziek. Op 16-jarige leeftijd kreeg Tillis een zwaar auto-ongeluk met talrijke botbreuken in het gezichtsvlak. Het duurde vijf jaar, voordat ze na een lange reeks operaties weer hersteld was.
Tijdens haar tijd op het college formeerde ze met Ashley Cleveland een folkduo. Bovendien werkte ze als songwriter in de muziekuitgeverij van haar vader. In 1976 onderbrak ze haar studie en verhuisde ze met vrienden naar San Francisco. Hier formeerde ze de Pam Tillis Band, die later werd hernoemd naar Freelight en die een mengeling speelde van jazz en rock. Twee jaar later keerde Pam Tillis terug naar Nashville en voegde ze zich kortstondig bij de begeleidingsband van haar vader.

## Carrière
Nadat Tillis zich in het pop- en countrycircuit een naam had gemaakt als songwriter, kreeg ze in 1983 een platencontract van Warner Bros. Records. In hetzelfde jaar werd haar debuutalbum Beyond The Doll Of Cutey uitgebracht. De single Goodbey Highway kom zich plaatsen in de onderste regionen van de country top 100. Er volgden verdere bescheiden hits. De commerciële doorbraak lukte in 1990 na de wissel naar Arista Records en een heroriëntering naar de eigentijdse countrymuziek. Haar eerste album Put Yourself In My Place kreeg goud. De meeste van haar songs had ze meegeschreven als co-auteur. De single Don't Tell Me What To Do haalde de countryhitlijst (#5), May Be it Was Memphis eveneens (#3).
Tillis volgende album Homeward Looking Angel, dat in 1992 werd uitgebracht, kreeg platina. Opnieuw kwamen verscheidene singles in de top 10. In 1994 lukte haar met Mi Vida Loca een nummer 1-hit. In hetzelfde jaar werd ze onderscheiden met de CMA Award als zangeres van het jaar. Ook haar volgende singles waren succesvol. De albums Sweetheart's Dance en All Of This Love werden met platina resp. goud onderscheiden. In 1998 werd ze onderscheiden met een Grammy Award. Aan het eind van het decennium verminderden haar verkoopcijfers. Haar Greatest Hits-album werd in 2001 met een platina-plaat onderscheiden. In 2002 verscheen bij Epic Records een album, dat was gewijd aan haar vader.
Sinds 2013 had Tillis meerdere gastoptredens in de succesvolle CMT-countryserie Nashville.
Sinds 2009 trad ze samen op als duo met Lorrie Morgan, de dochter van de countryzanger George Morgan. Tot dusver ontstonden de twee albums Grits and Glamour: Dos Divas (2013) en Come See Me and Come Lonely (2017). Bovendien toert ze ook regelmatig met Morgan en in 2018 als het trio Chicks with Hits met Suzy Bogguss en Terri Clark.

## Discografie

### Albums
- 1983: Beyond the Doll of Cutey (Warner Bros. Records)
- 1991: Put yourself in my place (Arista Records)
- 1992: Homeward looking angel (Arista Records)
- 1994: Sweetheart's Dance (Arista Records)
- 1995: All of this love (Arista Records)
- 1997: Greatest Hits (Arista Records)
- 1998: Every time (Arista Records)
- 2001: Thunder and roses (Arista Records)
- 2002: It's all relative (Epic Records)
- 2007: Rhinestoned

- Bibliothèque nationale de France: cb140573306 (data)
- Gemeinsame Normdatei: 12080185X
- International Standard Name Identifier: 0000 0000 7840 6044
- Library of Congress Control Number: n92016396
- MusicBrainz: db1e68dc-7e8a-4e0e-aaea-2f1cda1ac360
- Nationale Bibliotheek van Tsjechië: xx0071087
- Nederlandse Thesaurus van Auteursnamen: 10110295X
- SNAC: w6v69gzd
- Virtual International Authority File: 44502738
- WorldCat: E39PBJy4jjCpxC3RyfPttm6VG3